# Белоруска централна рада
Белоруска централна рада (блр. Беларуская цэнтральная рада) била је централни орган марионетске квислиншке власти постављене од стране немачких окупатора у Другом светском рату у окупираној Белорусији. Централна рада је формирана у склопу Рајхскомесаријата Остланд 1943. године након захтева белоруских колабораната који су се надали стварању независне белоруске државе уз подршку Немачке.
Председник Белоруске централне раде био је Радослав Астровски.